# Chi Tam thụ hùng
Chi Tam thụ hùng (danh pháp khoa học: Trigonostemon) là một chi thực vật trong phân họ Ba đậu (Crotonoideae) của họ Đại kích (Euphorbiaceae). Nó là chi duy nhất trong tông Trigonostemoneae. Chi này chứa khoảng 50 - 60 loài, tìm thấy trong khu vực từ Ấn Độ tới Úc.

## Một số loài
- Trigonostemon arboreus
- Trigonostemon bonianus
- Trigonostemon capitellatus: Tam thụ hùng đầu nhò
- Trigonostemon cherrieri
- Trigonostemon chinensis
- Trigonostemon gaudichaudii: Tam thụ hùng Gaudichaud
- Trigonostemon fragilis
- Trigonostemon inopinatus
- Trigonostemon laevigatus
- Trigonostemon longifolius
- Trigonostemon magnificum
- Trigonostemon merrillii
- Trigonostemon poilenei: Tam thụ hùng Poilane
- Trigonostemon polyanthus
- Trigonostemon reidioides
- Trigonostemon rufescens
- Trigonostemon salicifolius
- Trigonostemon stellaris

## Đồng nghĩa
Chi này còn được biết đến như là:
- Actephilopsis Ridl.
- Athroisma Friff.
- Enchidium Jack.
- Kurziodendron N.P.Balakr.
- Neotrigonostemon Pax & K.Hoffm.
- Nepenthandra S.Moore
- Poilaniella Gagnep.
- Prosartema Gagnep.
- Silvaea Hook. & Arn., danh pháp không hợp lệ.
- Telogyne Baill.
- Tritaxis Baill.
- Tylosepalum Kurz ex Teijsm. & Binn.